# Thiệu Hóa (xã)
Thiệu Hóa là thị trấn huyện lỵ của huyện Thiệu Hóa, tỉnh Thanh Hóa, Việt Nam.

## Địa lý
Thị trấn Thiệu Hóa nằm ở trung tâm huyện Thiệu Hóa, có sông Chu chảy qua chia thị trấn thành hai phần phía bắc và phía nam. Thị trấn có vị trí địa lý:
- Phía đông giáp xã Tân Châu và xã Thiệu Nguyên
- Phía tây giáp các xã Thiệu Công, Thiệu Phúc và Thiệu Vận
- Phía nam giáp thành phố Thanh Hóa và xã Thiệu Trung
- Phía bắc giáp xã Thiệu Duy và xã Thiệu Long.

Thị trấn Thiệu Hóa có diện tích 17,21 km², dân số năm 2022 là 28.352 người, mật độ dân số đạt 1.647 người/km².

## Lịch sử
Địa bàn thị trấn Thiệu Hóa hiện nay trước đây vốn là ba xã Thiệu Đô, Thiệu Hưng và Thiệu Phú thuộc huyện Thiệu Hóa. Trong đó, xã Thiệu Hưng và xã Thiệu Phú nằm ở tả ngạn (bờ bắc) sông Chu, còn xã Thiệu Đô nằm ở hữu ngạn (bờ nam) sông Chu.
Ngày 5 tháng 7 năm 1977, huyện Thiệu Hóa giải thể; các xã ở tả ngạn sông Chu được sáp nhập vào huyện Yên Định để thành lập huyện Thiệu Yên, còn các xã ở hữu ngạn sông Chu được sáp nhập vào huyện Đông Sơn để thành lập huyện Đông Thiệu. Lúc này, xã Thiệu Hưng và xã Thiệu Phú thuộc huyện Thiệu Yên, còn xã Thiệu Đô thuộc huyện Đông Thiệu.
Ngày 30 tháng 8 năm 1982, huyện Đông Thiệu đổi tên thành huyện Đông Sơn, xã Thiệu Đô thuộc huyện Đông Sơn.
Ngày 18 tháng 11 năm 1996, huyện Thiệu Hóa được tái lập, ba xã Thiệu Đô, Thiệu Phú và Thiệu Hưng trở lại trực thuộc huyện Thiệu Hóa. Lúc này, huyện lỵ huyện Thiệu Hóa đặt tại xã Thiệu Hưng.
Ngày 30 tháng 10 năm 2000, thành lập thị trấn Vạn Hà trên cơ sở toàn bộ 545,08 ha diện tích tự nhiên và 6.321 người của xã Thiệu Hưng.
Đến năm 2018, thị trấn Vạn Hà có diện tích 5,52 km², dân số là 8.828 người, mật độ dân số đạt 1.599 người/km². Xã Thiệu Đô có diện tích 5,16 km², dân số là 8.122 người, mật độ dân số đạt 1.574 người/km².
Ngày 16 tháng 10 năm 2019, Ủy ban Thường vụ Quốc hội ban hành Nghị quyết số 786/NQ-UBTVQH14 về việc sắp xếp các đơn vị hành chính cấp xã thuộc tỉnh Thanh Hóa (nghị quyết có hiệu lực từ ngày 1 tháng 12 năm 2019). về việc thành lập thị trấn Thiệu Hóa trên cơ sở nhập toàn bộ 5,16 km² diện tích tự nhiên, 8.122 người của xã Thiệu Đô và toàn bộ 5,52 km² diện tích tự nhiên, 8.828 người của thị trấn Vạn Hà.
Sau khi thành lập, thị trấn Thiệu Hóa có 10,68 km² diện tích tự nhiên và dân số 16.950 người.
Ngày 8 tháng 6 năm 2022, Chủ tịch UBND tỉnh Thanh Hóa ban hành Quyết định số 1983/QĐ-UBND về việc công nhận thị trấn Thiệu Hóa và khu vực dự kiến mở rộng (bao gồm toàn bộ thị trấn Thiệu Hóa và xã Thiệu Phú) đạt tiêu chí đô thị loại V.
Ngày 13 tháng 12 năm 2023, Ủy ban Thường vụ Quốc hội ban hành Nghị quyết số 939/NQ-UBTVQH15 (nghị quyết có hiệu lực từ ngày 1 tháng 2 năm 2024) về việc sáp nhập toàn bộ 6,53 km² diện tích tự nhiên và dân số 9.175 người của xã Thiệu Phú vào thị trấn Thiệu Hóa.
Sau khi sáp nhập, thị trấn Thiệu Hóa có diện tích tự nhiên 17,21 km² và dân số 28.352 người.

## Hành chính
Thị trấn Thiệu Hóa được chia thành 20 khu phố: 1, 2, 3, 4, 5, 6, 7, 8, 9, 10, 11, 12, 13, Ba Chè, Đỉnh Tân, Ngọc Tỉnh, Phú Thịnh, Thuận Tôn, Tra Thôn, Vĩnh Điện.

## Văn hóa
- Đền thờ đệ nhị giáp tiến sĩ Trần Hữu Nho (khoa thi 1490) tại làng Vạc.[10]

## Danh nhân
- Nguyễn Quán Nho: quan Nhà Hậu Lê.

## Giao thông
Thị trấn nằm dọc theo quốc lộ 45, là điểm nối giữa các thị trấn Vĩnh Lộc, Quán Lào ở phía tây bắc với thành phố Thanh Hóa ở phía đông nam.

### Đường phố
Thị trấn Thiệu Hóa có đại lộ Lê Văn Hưu cùng với 23 đường và 49 phố được đặt tên. Dưới đây là danh sách các tuyến đường đô thị được đặt tên:
| Danh sách các tuyến đại lộ tại thị trấn Thiệu Hóa (01) | Danh sách các tuyến đại lộ tại thị trấn Thiệu Hóa (01)           | Danh sách các tuyến đại lộ tại thị trấn Thiệu Hóa (01) | Danh sách các tuyến đại lộ tại thị trấn Thiệu Hóa (01) | Danh sách các tuyến đại lộ tại thị trấn Thiệu Hóa (01)                                                                                     |
| --- | ---------------------------------------------------------------- | ------------------------------------------------------ | ------------------------------------------------------ | --- |
| \| Tên \| Vị trí \| Dài (m) \| Rộng (m) \| Ý nghĩa \| \| ---------- \| ---------------------------------------------------------------- \| ------- \| -------- \| ------------------------------------------------------------------------------------------------------------------------------------------ \| \| Lê Văn Hưu \| Từ tiếp giáp xã Thiệu Nguyên đến hết địa phận thị trấn Thiệu Hóa \| 3.104 \| 59,5 \| Tên vị quan lại, sử gia thời Trần; tác giả của bộ Đại Việt sử ký – bộ quốc sử đầu tiên của Việt Nam; quê ở xã Thiệu Trung, huyện Thiệu Hóa \| |                                                                  |                                                        |                                                        | |
| Tên | Vị trí                                                           | Dài (m)                                                | Rộng (m)                                               | Ý nghĩa |
| Lê Văn Hưu | Từ tiếp giáp xã Thiệu Nguyên đến hết địa phận thị trấn Thiệu Hóa | 3.104                                                  | 59,5                                                   | Tên vị quan lại, sử gia thời Trần; tác giả của bộ Đại Việt sử ký – bộ quốc sử đầu tiên của Việt Nam; quê ở xã Thiệu Trung, huyện Thiệu Hóa |

| Tên               | Vị trí                                                   | Dài (m) | Rộng (m) |
| ----------------- | -------------------------------------------------------- | ------- | -------- |
| Lê Đại Hành       | Từ tiếp giáp xã Thiệu Long đến đại lộ Lê Văn Hưu         | 2.397   | 14       |
| Ngô Quyền         | Từ đại lộ Lê Văn Hưu đến cầu Vạn Hà                      | 2.495   | 23       |
| Quang Trung       | Từ cầu Vạn Hà đến hết địa phận thị trấn Thiệu Hóa        | 2.294   | 23       |
| Lý Thái Tông      | Từ đầu địa giới thị trấn Thiệu Hóa đến đại lộ Lê Văn Hưu | 1.977   | 57       |
| Lý Thánh Tông     | Từ đại lộ Lê Văn Hưu đến bờ đê sông Chu                  | 1.907   | 57       |
| Tố Hữu            | Từ đường Thống Nhất đến đường Nguyễn Doãn Chấp           | 1.804   | 28       |
| Nguyễn Du         | Từ đường Nguyễn Quán Nho đến đường Nguyễn Doãn Chấp      | 1.100   | 7,5      |
| Trần Văn Thiện    | Từ đại lộ Lê Văn Hưu đến đường Vương Xuân Cát            | 1.483   | 10,5     |
| Nguyễn Quang Minh | Từ đại lộ Lê Văn Hưu đến đường Vương Xuân Cát            | 1.673   | 10,5     |
| Dương Tam Kha     | Từ tiếp giáp xã Thiệu Công đến đường Lê Đại Hành         | 2.000   | 10,5     |
| Đinh Tiên Hoàng   | Từ đường Lê Đại Hành đến kênh Nam                        | 1.900   | 10,5     |
| Thống Nhất        | Từ tiếp giáp xã Thiệu Duy đến đường Lê Đại Hành          | 1.200   | 7,5      |

| Tên              | Vị trí                                                       | Dài (m) | Rộng (m) |
| ---------------- | ------------------------------------------------------------ | ------- | -------- |
| Đoàn Kết         | Từ đường Lý Thái Tông đến đường Lê Đại Hành                  | 1.250   | 23,5     |
| Nguyễn Quán Nho  | Từ tiếp giáp xã Thiệu Nguyên đến đường Ngô Quyền             | 1.600   | 7,5      |
| Lê Lương         | Từ đường Ngô Quyền đến tiếp giáp xã Thiệu Phúc               | 1.500   | 7,5      |
| Đinh Lễ          | Từ tiếp giáp xã Thiệu Nguyên đến tiếp giáp xã Thiệu Phúc     | 1.880   | 10,5     |
| Nguyễn Doãn Chấp | Từ tiếp giáp xã Thiệu Nguyên đến đường Ngô Quyền             | 1.331   | 9,5      |
| Vương Xuân Cát   | Từ đường Ngô Quyền đến tiếp giáp xã Thiệu Phúc               | 1.450   | 9,5      |
| Ngô Thuyền       | Từ tiếp giáp xã Tân Châu đến hết địa phận thị trấn Thiệu Hóa | 2.900   | 11,5     |
| Lê Như Kỳ        | Từ tiếp giáp xã Tân Châu đến tiếp giáp xã Thiệu Vận          | 2.800   | 7,5      |
| Cao Lỗ           | Từ tiếp giáp xã Tân Châu đến tiếp giáp xã Thiệu Vận          | 1.477   | 12,5     |
| Lê Văn Hiển      | Từ đường Ngô Thuyền đến đường Quang Trung                    | 1.705   | 7,5      |
| Dương Đình Nghệ  | Từ đường Quang Trung đến hết địa phận thị trấn Thiệu Hóa     | 1.300   | 36       |

| Danh sách các tuyến phố tại thị trấn Thiệu Hóa (49) | Danh sách các tuyến phố tại thị trấn Thiệu Hóa (49) | Danh sách các tuyến phố tại thị trấn Thiệu Hóa (49) | Danh sách các tuyến phố tại thị trấn Thiệu Hóa (49) | Danh sách các tuyến phố tại thị trấn Thiệu Hóa (49) |
| --------------------------------------------------- | --------------------------------------------------- | --------------------------------------------------- | --------------------------------------------------- | --------------------------------------------------- |
| Đào Cam Mộc                                         | Lê Phụng Hiểu                                       | Nguyễn Văn Hiền                                     | Vũ Đạo                                              | Trần Quang Diệu                                     |
| Phạm Sư Mạnh                                        | Đào Tiêu                                            | Ngô Ngọc Vũ                                         | Lý Quốc Sư                                          | Bùi Thị Xuân                                        |
| Chu Văn An                                          | Hồ Xuân Hương                                       | Đào Duy Từ                                          | Lê Văn Tiến                                         | Hải Thượng Lãn Ông                                  |
| Trần Xuân Soạn                                      | Đoàn Thị Điểm                                       | Nguyễn Bỉnh Khiêm                                   | Lê Khắc Tháo                                        | Lê Ngọc Hân                                         |
| Đinh Công Tráng                                     | Phan Chu Trinh                                      | Lương Thế Vinh                                      | Lê Xuân Mai                                         | Nguyễn Lệnh Tân                                     |
| Tống Duy Tân                                        | Hoàng Văn Cài                                       | Trịnh Tuệ                                           | Lê Giốc                                             | Trần Lựu                                            |
| Hà Văn Mao                                          | Nguyễn Bá Ngọc                                      | Mạc Đĩnh Chi                                        | Lê Xuân Phủ                                         | Nguyễn Mộng Tuân                                    |
| Nguyễn Bặc                                          | Hoàng Văn Quế                                       | Ngô Ngọc Toản                                       | Lê Văn Thạc                                         | Tuệ Tĩnh                                            |
| Ngô Chân Lưu                                        | Lê Văn Sỹ                                           | Nguyễn Hiền                                         | Nguyễn Dục                                          | Tôn Thất Tùng                                       |
| Hồ Viết Thắng                                       | Trịnh Thị Tiết                                      | Lương Đắc Bằng                                      | Lê Quát                                             |                                                     |

### Vận tải công cộng
Địa bàn thị trấn Thiệu Hóa có duy nhất tuyến xe buýt số 02 chạy qua, nối thành phố Sầm Sơn với thị trấn Vĩnh Lộc (huyện Vĩnh Lộc).